# Senecio barbertonicus
Das Barberton-Greiskraut oder succulent bush senecio (Sukkulenter Senecio-Strauch) (Senecio barbertonicus Klatt) genannt, ist ein immergrüner sukkulenter Strauch aus der Familie Asteraceae und der Gattung Senecio (Greiskräuter), der in Südafrika vorkommt. Die Pflanze ist benannt nach einem lokalen Vorkommen in Barberton, einer Stadt in der südafrikanischen Provinz Mpumalanga.
Als Zimmerpflanzen sind Züchtungen von Senecio barbertonicus in Europa unter den irreführenden Namen Senecio Himalaya und Senecio Archeri himalaya beliebt. Im Himalaya-Gebirge sind sie jedoch nicht heimisch.

## Beschreibung

### Vegetative Merkmale
Der sukkulente Busch kann über 2 Meter hoch und breit werden. Der Stamm ist fleischig. Stängel zweigen von ihm ab, die hellgrüne, zylindrische, fingerförmige Blätter tragen. Diese sind dicht gepackt und weisen eine Länge von 5 bis 10 cm und einen Durchmesser von 6 bis 10 mm auf. An der Basis sind sie gekrümmt, liegen dort parallel zum Stängel und weisen nach oben. Die Stängel verholzen im Laufe der Zeit.
Senecio barbertonicus hält in Südafrika Temperaturen bis mindestens minus 4 °C aus.

### Generative Merkmale
Im afrikanischen Ursprungsgebiet bilden die jüngeren Pflanzen Polster von süß duftenden, goldgelben, büscheligen Blütenköpfchen. Die Spezies blüht dort im Winter, d. h. von Juli bis September.
Die duftenden gelben, endständigen Blüten sind ca. 1 cm breit und 8 cm lang. Sie bilden Samen mit einem dichten Schopf von Borsten.

## Ökologie
Die Blüten ziehen Schmetterlinge an, vor allem Distelfalter Vanessa cardui, und werden von diesen bestäubt.

## Vorkommen

Verbreitung von Senecio barbertonicus in Afrika

Senecio barbertonicus wächst in Südafrika hauptsächlich in felsigem Grasland und mit Buschwerk bestandenen Ebenen, die von Swasiland und Mosambik bis zu den östlichen Teilen von Simbabwe und Südafrika reichen und in einer Höhe zwischen 34 und 1700 Meter liegen.
In unter Naturschutz gestellten Gebieten im östlichen, zentralen und südwestlichen Swasiland ist Senecio barbertonicus lokal eine gemeine Pflanze, so in Gauteng, KwaZulu-Natal, Limpopo, Mpumalanga und in der Nordwest-Region.

## Galerie

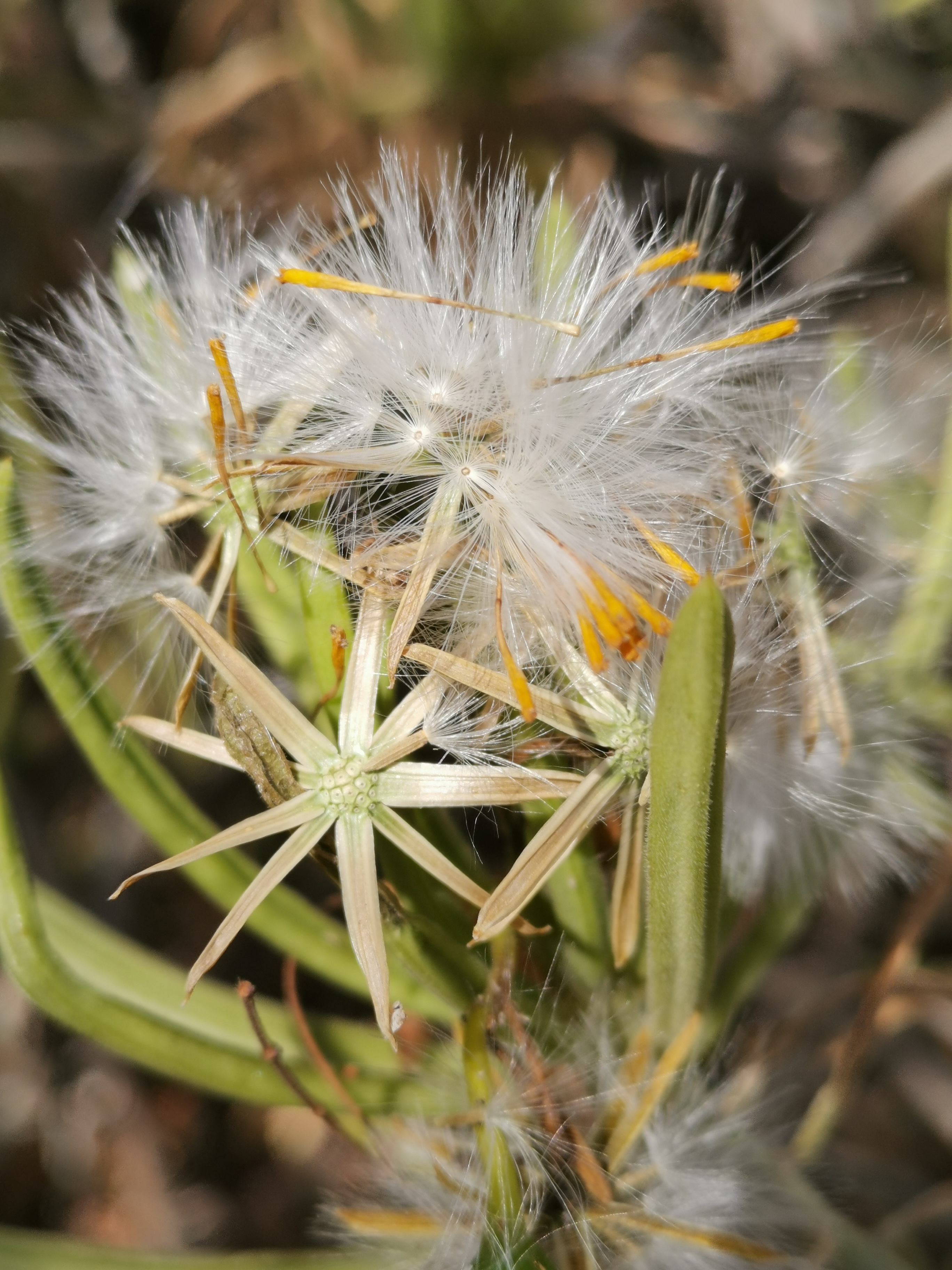
Fruchtstände
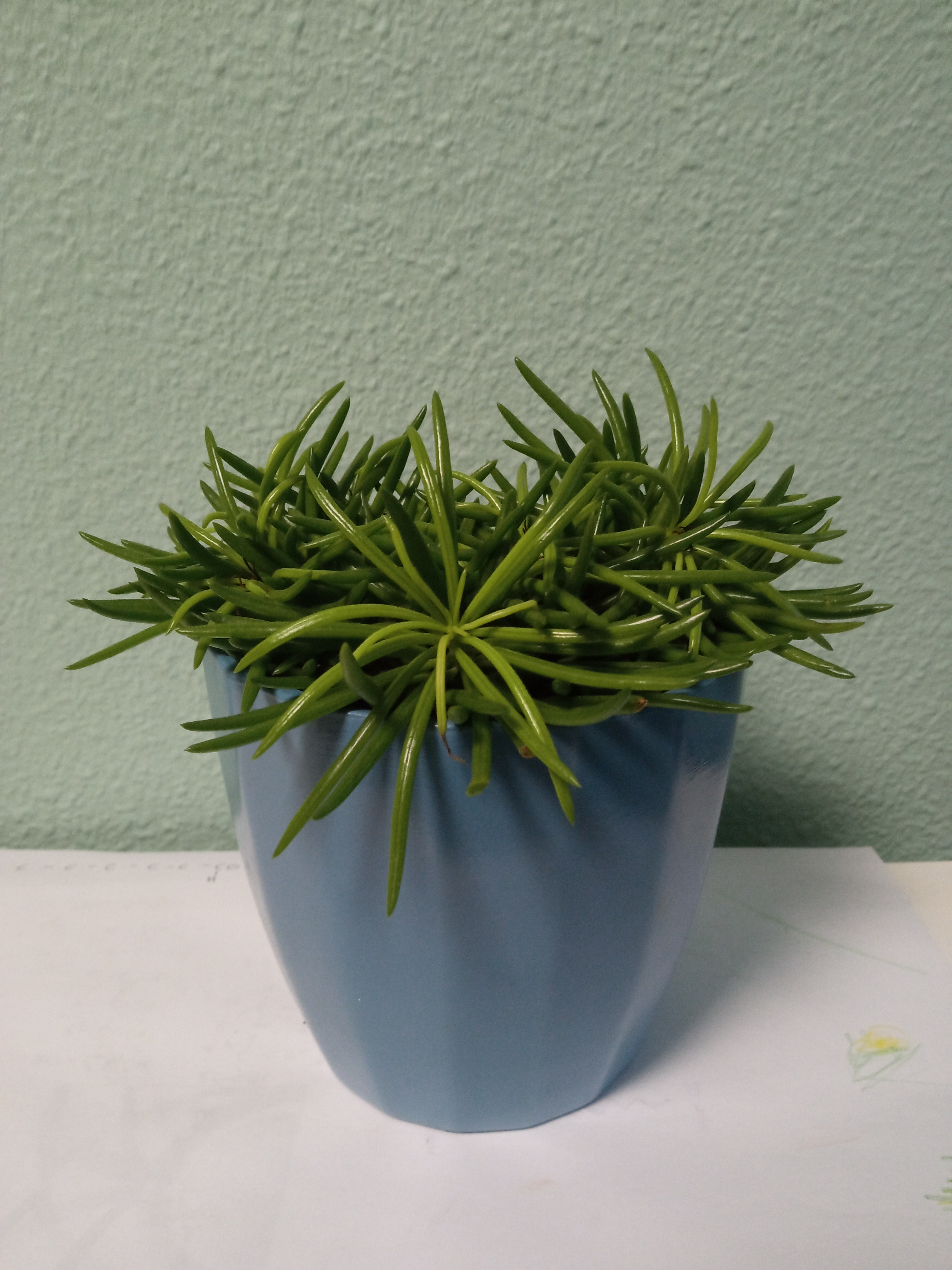
Senecio barbertonicus als Zierpflanze
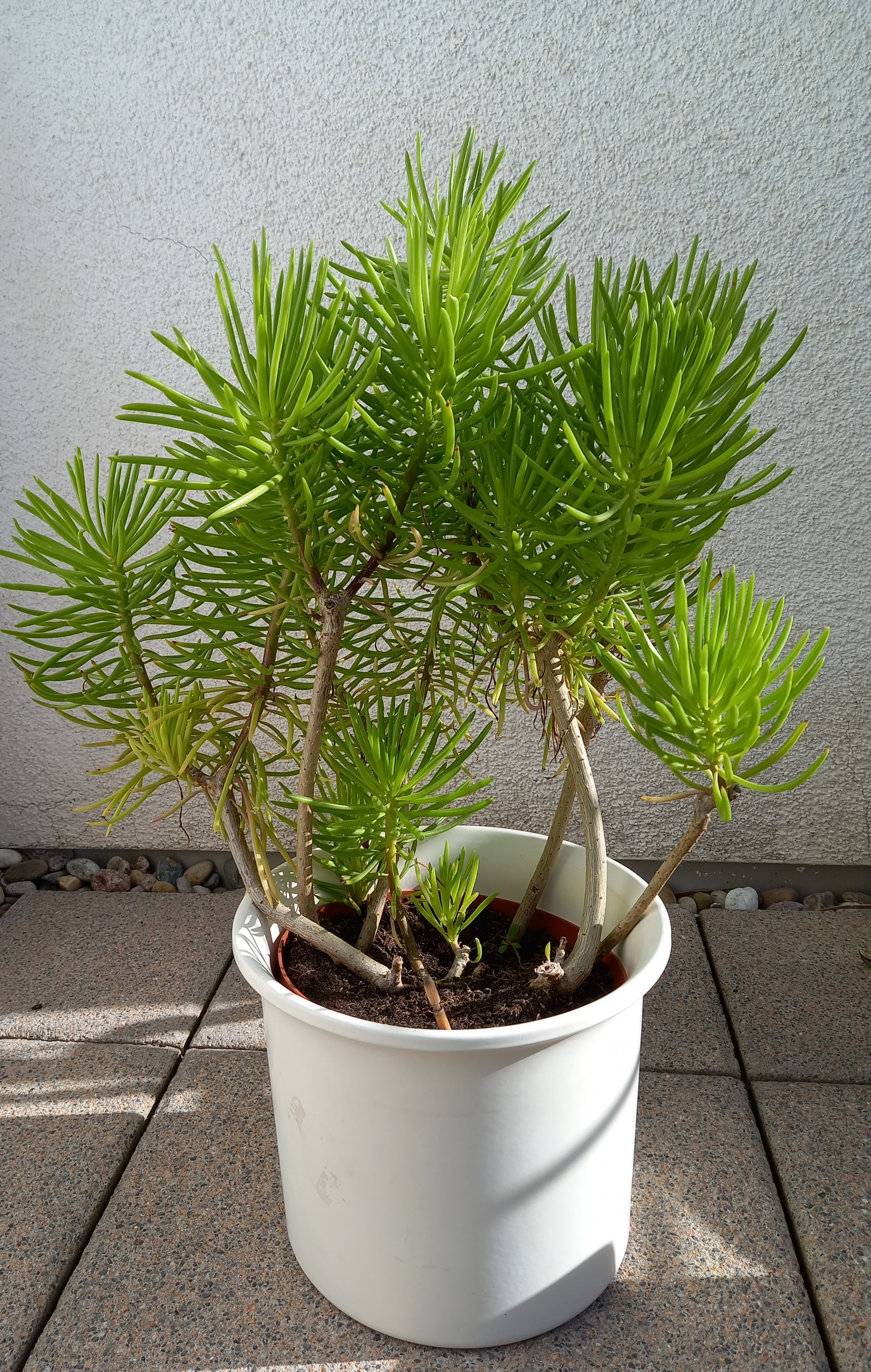
Senecio Archeri Himalaya